# Microélectronique
 (décembre 2016).
Si vous disposez d'ouvrages ou d'articles de référence ou si vous connaissez des sites web de qualité traitant du thème abordé ici, merci de compléter l'article en donnant les références utiles à sa vérifiabilité et en les liant à la section « Notes et références ».

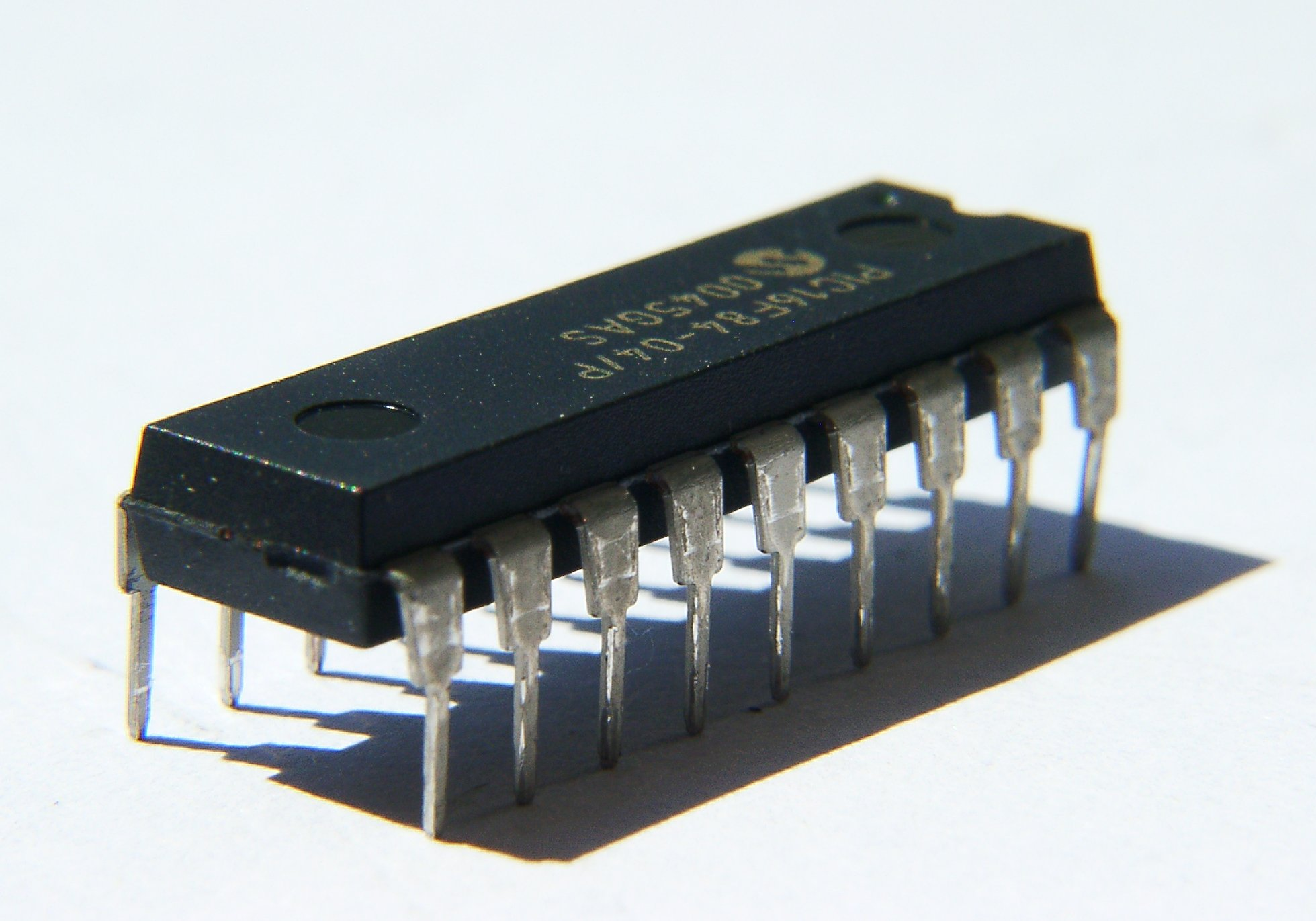
Circuit intégré logique

La microélectronique est une spécialité du domaine de l'électronique qui s'intéresse à l'étude et à la fabrication de composants électroniques à l'échelle micrométrique.
Ces composants sont fabriqués à partir de matériaux semi-conducteurs (comme le silicium) au moyen de diverses technologies dont la photolithographie. Cette technologie permet l'intégration de nombreuses fonctions électroniques sur un même morceau de silicium (ou autre semi-conducteur) et a donc un coût de fabrication moins élevé. Les circuits ainsi réalisés sont appelés puces ou circuits intégrés. Ils peuvent être standards ou spécifiques à une application (ils sont alors nommés ASIC : application-specific integrated circuit). Tous les composants électroniques discrets : les transistors, les condensateurs, les inductances, les résistances, les diodes et les isolants et les conducteurs ont leur équivalent en microélectronique.

## Description
Les circuits intégrés numériques sont constitués de portes logiques (souvent des milliers, voire des millions comme dans les microprocesseurs et les processeurs graphiques) :
- ceux qui comptent le moins de portes assurent des fonctions logiques simples permettant, par assemblage, la réalisation de fonctions logiques spécifiques ;
- les mémoires qui assurent les fonctions de mémoire vive (RAM) et de mémoire de masse (SSD, clé USB, etc.), précédemment réservées aux supports magnétiques tels que tambour, bande magnétique et disque dur  ;
- les plus complexes sont les microprocesseurs, processeurs graphiques (GPU), microcontrôleurs, circuits logiques programmables (FPGA) et processeurs de signal numérique (DSP).

## Types de circuits intégrés
Tous les circuits intégrés comportent des composants discrets tels que transistors, condensateurs, résistances, diodes, etc.
Il existe trois grands types de circuits intégrés :
- les circuits logiques composés essentiellement de portes logiques et de mémoires nécessaires à l’informatique ;
- les circuits analogiques fonctionnent avec des variations continues de tension et comprennent des composants spécifiques tels que des inductances, utilisées essentiellement dans les circuits haute fréquence afin de réaliser des amplificateurs analogiques par exemple mais aussi, parfois, des fonctions logiques analogiques ;
- les circuits intégrés mixtes réunissent sur une même puce de silicium des fonctions numériques et analogiques.

## Difficultés d'intégration
Avec l'évolution des techniques de fabrication, la taille des composants continue de décroître. En 2014 des circuits en technologie 14 nm sont commercialisés. À l'échelle sub-micronique, certains effets physiques parasites, sans importance à plus grande échelle, deviennent prépondérants.
Les temps de propagation des signaux sont essentiellement dus aux capacités parasites (interconnexion et proximité des éléments) et non au délai de traversée de ces éléments. À cela s'ajoute la diaphonie liées aux pistes conductrices, en parallèle, et de plus en plus rapprochées.
Le bruit en 1/f devient également important lorsqu'on travaille avec des transistors de petite taille du fait du manque de statistique (l'inhomogénéité des propriétés physiques est plus sensible à petite échelle).[réf. nécessaire]
Enfin, le transport des électrons, dans les circuits électroniques, ont plus de mal à être thermalisés sur de faibles distances. On parle alors d'électrons chauds.[réf. nécessaire]
L'objectif de l'ingénierie microélectronique est d'utiliser des méthodes de conception pour limiter ces effets tout en améliorant la taille, la vitesse, la consommation électrique, l'échauffement et le coût des composants à semi-conducteur.

## Avantages
L'extrême finesse des composants permet généralement, en plus d'une diminution de taille, des gains substantiels de consommation électrique. Par ailleurs, la possibilité de réaliser des transistors MOS à canaux courts permet d'accroître leur performance (produit gain-bande passante). Les technologies CMOS sont très rapides tout en consommant bien moins que celles basées sur la technologie bipolaire.

## Inconvénients
La miniaturisation des circuits électroniques pose malgré tout certains problèmes :
- l'accroissement du bruit en 1/f lors de l'utilisation de petit transistor ;
- la difficulté d'appariement entre transistors de petite taille (également pour des raisons statistiques) ;
- l’échauffement liés au nombre de composants de plus en plus importants qui nécessite d'abaisser la tension de fonctionnement et donc d'accroitre la sensibilité aux parasites.